# Nußbühl
Nußbühl ist ein Gemeindeteil der Gemeinde Fünfstetten im Landkreis Donau-Ries und eine Gemarkung im Regierungsbezirk Schwaben (Bayern).

## Geographie
Das Kirchdorf liegt drei Kilometer nordöstlich von Fünfstetten in freier Feldflur. Am westlichen Dorfrand verläuft die Bahnstrecke Donauwörth–Treuchtlingen.
Auf der etwa 651,3 Hektar großen Gemarkung liegen die Fünfstettener Gemeindeteile Asbacherhof, Heidmersbrunn, Ingershof, Nußbühl und Rothenbergerhof.

## Ehemalige Gemeinde
Mit dem zweiten Gemeindeedikt von 1818 wurde die Gemeinde Nußbühl im Landgericht Monheim gegründet. Sie wurde mit der Trennung von Justiz und Verwaltung dem Bezirksamt Donauwörth (ab 1939: Landkreis Donauwörth) zugewiesen. Im Zuge der Gebietsreform in Bayern kam die Gemeinde am 1. Juli 1972 zum Landkreis Donau-Ries, der bis zum 1. Mai 1973 die Bezeichnung Landkreis Nördlingen-Donauwörth trug. Die Gemeinde hatte die sechs Gemeindeteile Biberhof, Heidmersbrunn, Ingershof, Mittelwegerhof, Nußbühl und Rothenbergerhof.

## Kirchliche Zugehörigkeit
Die katholische Filialkirche St. Jakobus in Nußbühl gehört zur Pfarrei St. Dionysius in Fünfstetten, ebenso die Ortsteile Heidmersbrunn, Biberhof, Ingershof und Mittelwegerhof. Der Rothenbergerhof gehört zur Pfarrei St. Emmeram in Wemding.

Die Protestanten des Ortes gehören zur Pfarrei Christuskirche in Wemding.

## Baudenkmäler
In die Denkmalliste sind neben der Filialkirche St. Jakobus in Nußbühl (im Kern romanisch, gotischer Turm, 1696 barockisiert) die katholische Kapelle Heidmersbrunn (ausgehendes 20. Jahrhundert) und die Wegkapelle beim Mittelwegerhof (wohl erste Hälfte des 18. Jahrhunderts) eingetragen.